# Dresselsgrün
Dresselsgrün (vogtländisch: Dresselsgrie) ist eine Ortslage des vogtländischen Auerbach, die südöstlich von Hinterhain und damit Auerbach sowie südwestlich von Brunn auf etwa 570 m liegt. Der Ort ist spätestens 1792 als Dreßelgrün erwähnt. Später wurde der Ort bereits als Dresselsgrün bezeichnet. Die Streusiedlung, die als Ortsteil von Brunn 1950 nach Auerbach eingemeindet wurde, hatte 1834 43, 1871 78 und 1890 56 Einwohner. 1871 lebten im Ort 78 Personen in 11 Häusern. 1875 sind 12 Häuser mit 115 Einwohnern belegt.

## Belege
1. ↑  Dresselsgrün – HOV | ISGV. Abgerufen am 16. Februar 2023.
2. ↑  'Generalübersicht sämmtlicher Ortschaften des Königreichs Sachsen nach der neuen Organisation der Behörden mit Angabe ihrer Einwohner- und Häuserzahl am 1. December 1871 : Zusammengestellt vom K. sächs. statist. Bureau' - Digitalisat | MDZ. Abgerufen am 16. Februar 2023.
3. ↑  'Alphabetisches Taschenbuch sämmtlicher im Königreiche Sachsen belegenen Ortschaften und der besonders benannten Wohnplätze : mit Angabe der politischen Gemeinden, der Amtsgerichte, der Landgerichte, der Kreishauptmannschaften, der Amtshauptmannschaften und der Gendarmerie-Bezirke, der Gebäude- und Einwohnerzahlen am 1. Dezember 1875, sowie der Postbestellanstalten' - Digitalisat | MDZ. Abgerufen am 16. Februar 2023.